# Ko Chia-yen
Ko Chia-yen (en chino, 柯佳嬿; pinyin, Kē Jiāyàn; Shilin, Taipéi, 10 de enero de 1985), también conocida como Alice Ko o Alice Ke, es una actriz taiwanesa. Ha protagonizado las series Chicas de oficina, Marry Me, Or Not?, La Grande Chaumière Violette y Someday Or One Day.

## Biografía
Ko estudió y se graduó de inglés en la Universidad Shih Chien. Fue profesora de preescolar.
Domina el chino mandarín, el taiwanés, el inglés y el japonés.

### Vida personal
En 2012 comenzó a salir con el actor y cantante taiwanes Hsieh Kun-da, a quien conoció en el estudio de la serie televisiva Gung Hay Fat Choy. Tras cinco años de noviazgo, la pareja se casó el 3 de diciembre de 2017.

## Carrera
Debutó como actriz en 2006 en Do Over, película del laureado director Cheng Yu-chieh. Posteriormente, protagonizaría las películas Miao Miao (2008), Monga (2010) y Night Market Hero (2011).
Ko se haría conocida en su país natal y fuera de él por su participación en la exitosa serie Chicas de oficina (2011-2012), en la que interpretó a la protagonista Shen Xing Ren, una especialista en mercadeo de una tienda departamental, junto al actor Roy Chiu. También protagonizó Marry Me, or Not? (2015) como Ts'ai Huang-chen, interpretación que la hizo merecedora del Premio Golden Bell a la mejor actriz en 2016. También protagonizó las series La Grande Chaumière Violette (2016) y Someday or One Day (2019-2020).

## Filmografía

### Series de televisión
| Año  | Título internacional                  | Título original | Papel                       | Cadena                                   | Notas                         |
| ---- | ------------------------------------- | --------------- | --------------------------- | ---------------------------------------- | ----------------------------- |
| 2008 | Police et vous                        | 波麗士大人      | Pan Mei-ho                  | TTV                                      | Cameo                         |
| 2009 | My Queen                              | 敗犬女王        | Han Hsiang-yun              | TTV                                      | Cameo                         |
| 2009 | Game Winning Hit                      | 比賽開始        | Lin Mingyu                  | TTV                                      | título alternativo: Play Ball |
| 2011 | Chicas de oficina                     | 小資女孩向前衝  | Shen Xing Ren               | TTV / SETTV                              |                               |
| 2012 | Gung Hay Fat Choy                     | 我們發財了      | Jiang Yuzhen                | SET Metro / Eastern Television           |                               |
| 2013 | Dragon Gate                           | 飛越龍門客棧    | Qiu Moyu                    | CTV                                      |                               |
| 2014 | Say I Love You                        | 勇敢說出我愛你  | Chen Yijun                  | CTV                                      |                               |
| 2015 | The End of Love                       | 愛情的盡頭      | Orange                      | PTS                                      |                               |
| 2015 | Constellation Women Series: Leo Woman | 星座愛情獅子女  | Liu Lijen                   | FTV                                      |                               |
| 2015 | Ghost Stories 4                       | 聊齋新編-陸判   | Zhu Qiting                  | Zhejiang Television                      |                               |
| 2015 | Marry Me, or Not?                     | 必娶女人        | Vivienne Tsai/Cai Huan-zhen | EBC / CTV                                |                               |
| 2016 | La Grande Chaumière Violette          | 紫色大稻埕      | Chuang Ju-yueh              | SETTV                                    |                               |
| 2017 | Attention, Love!                      | 稍息立正我愛你  | Han Rong                    | EBC / CTV                                | Cameo                         |
| 2019 | Déjà vu                               | 如果愛，重來    | He Yong-qi                  | iQiyi / TTV                              |                               |
| 2019 | Someday or One Day                    | 想見你          | Huang Yu-xuan/Chen Yun-ru   | CTV / Star Chinese Channel / FOX+ Taiwan |                               |

### Cine
| Año  | Título internacional                     | Título original | Papel                 | Notas                                  |
| ---- | ---------------------------------------- | --------------- | --------------------- | -------------------------------------- |
| 2006 | Do Over                                  | 一年之初        | Butterfly             |                                        |
| 2007 | God Man Dog                              | 流浪神狗人      | Estrella de anuncio   |                                        |
| 2008 | Miao Miao                                | 渺渺            | Miao Miao             |                                        |
| 2008 | The Eighteenth Birthday Party            | 愛瑪的晚宴      |                       | Cortometraje                           |
| 2010 | Monga                                    | 艋舺            | Ning                  |                                        |
| 2011 | Night Market Hero                        | 雞排英雄        | Lin Enan              |                                        |
| 2012 | Bear It                                  | 熊熊愛上你      | Selina                |                                        |
| 2012 | Through The Night                        | 在夜的盡頭      | Leigh                 | Cortometraje                           |
| 2013 | Judgement Day                            | 世界末日        | Li Shuzhen            |                                        |
| 2013 | The Croods                               |                 | Eep                   | Doblaje de voz en la versión taiwanesa |
| 2014 | Lion Dancing                             | 鐵獅玉玲瓏      | Chen Hui-hsin         |                                        |
| 2014 | Partners in Crime                        | 共犯            | Orientadora escolar   |                                        |
| 2014 | Freak Family                             | 超級夥伴        | Qiu Benming           | Para televisión                        |
| 2015 | Where the Wind Settles                   | 風中家族        | Ayu                   |                                        |
| 2015 | Zinnia Flower                            | 百日告別        | Wen                   |                                        |
| 2016 | Welcome to the Happy Days                | 五星級魚干女    | Fang-ju               |                                        |
| 2016 | La vida secreta de las mascotas          |                 | Katie                 | Doblaje de voz en la versión taiwanesa |
| 2016 | See You Tomorrow                         | 擺渡人          | Administradora de bar | Cameo                                  |
| 2017 | Who Killed Cock Robin                    | 目擊者          | Hsu Ai-ting           |                                        |
| 2017 | The Bold, the Corrupt, and the Beautiful | 血觀音          | Tang Chen (adulta)    |                                        |
| 2018 | Let's Cheat Together                     |                 |                       |                                        |
| 2019 | Half A Good Woman                        | 買屋記          |                       |                                        |

## Premios y nominaciones
| Año  | Categoría                                   | Premio                 | Nominado           | Resultado |
| ---- | ------------------------------------------- | ---------------------- | ------------------ | --------- |
| 2020 | Best Leading Actress in a Television Series | 55th Golden Bell Award | Someday Or One Day | Ganó      |